# Cyrtandra wainihaensis
Cyrtandra wainihaensis är en tvåhjärtbladig växtart som beskrevs av Augustin Abel Hector Léveillé. Cyrtandra wainihaensis ingår i släktet Cyrtandra och familjen Gesneriaceae. Inga underarter finns listade i Catalogue of Life.